# 39 Arietis
Désignations
39 Arietis (abrégé en 39 Ari), formellement nommée Lilii Borea, est une étoile de la constellation zodiacale du Bélier. Elle est visible à l’œil nu avec une magnitude apparente de 4,51. L'étoile présente une parallaxe annuelle de 19,01 mas mesurée par le satellite Hipparcos, ce qui signifie qu'elle est distante de ∼ 172 a.l. (∼ 52,7 pc) de la Terre.

## Nomenclature
39 Arietis est la désignation de Flamsteed de l'étoile.
L'étoile a été nommée Lilii Borea par Nicolas-Louis de Lacaille en 1757,, qui l'incluait dans la constellation désormais disparue de la Fleur-de-Lys. Le terme provient de la phrase latine Līliī Boreā, qui signifie « dans le nord de Lilium » (de la Fleur-de-Lys). Līliī Austrīnā, « dans le sud de Lilium », correspondait à 41 Arietis. Le 5 septembre 2017, dans le cadre de son Groupe de travail sur les noms d'étoiles (WGSN), l'Union astronomique internationale a approuvé et officialisé le nom de Lilii Borea pour désigner l'étoile.
En astronomie chinoise, 39 Arietis est connue sous le nom de 胃宿二 (Wèi Su èr), c'est-à-dire la « Deuxième Étoile de l'Estomac ». Elle fait partie de l'astérisme de l'Estomac (en chinois 胃宿, Wèi Su), qui comprend outre 39 Arietis, 35 Arietis et 41 Arietis.

## Propriétés
39 Arietis est une étoile géante orangée de type spectral K1.5 III. Elle est actuellement à un stade d'évolution connu comme le red clump (ou grumeau rouge), ce qui signifie qu'elle génère son énergie par la fusion de l'hélium dans son cœur par la réaction triple alpha. Elle fait 1,6 fois la masse du Soleil, mais son rayon s'est étendu jusqu'à faire 11 fois celui du Soleil. Elle est 56 fois plus lumineuse que le Soleil et sa température de surface est de 4 603 K, ce qui lui donne sa teinte orangée typique des étoiles de type K.